# Coupe de l'EHF féminine 1997-1998
Navigation
Coupe de l'EHF 1996-1997 Coupe de l'EHF 1998-1999
La Coupe de l'EHF 1997-1998 est la dix-septième édition de la Coupe de l'EHF féminine, compétition de handball créée en 1981 et organisée par l'EHF.

## Formule
La coupe de l'EHF est aussi appelée la C3. Il faut pour chaque équipe engagée franchir les cinq tours de l’épreuve pour brandir le trophée. Toutes les rencontres se déroulent en matches aller-retour.
La coupe de l'EHF intègre trente-deux équipes qualifiées par leurs fédérations nationales lors des seizièmes de finale.

## Demi-finales
| Date Aller   | Club             | Aller | Total | Retour | Club                   | Date Retour   |
| ------------ | ---------------- | ----- | ----- | ------ | ---------------------- | ------------- |
| 4 avril 1998 | Dunaferr NK      | 35-23 | 61-49 | 26-26  | CB Elda Prestigio      | 11 avril 1998 |
| 4 avril 1998 | HC Otelul Galati | 27-17 | 40-48 | 13-31  | HC SCP Banská Bystrica | 12 avril 1998 |

## Finale
| Date Aller | Club                   | Aller | Total | Retour | Club        | Date Retour |
| ---------- | ---------------------- | ----- | ----- | ------ | ----------- | ----------- |
| 9 mai 1998 | HC SCP Banská Bystrica | 22-26 | 49-60 | 27-34  | Dunaferr NK | 16 mai 1998 |

## Les championnes d'Europe
| Championne Coupe d'Europe EHF 1998 Dunaferr SE 1er titre |